# Nesoscopa
Nesoscopa là một chi bướm đêm thuộc phân họ Tortricinae của họ Tortricidae.

## Các loài
- Nesoscopa exsors Meyrick, 1926
- Nesoscopa psarodes Bradley, 1962